# 荒神山 (桐生市)
荒神山（こうじんやま）は、群馬県桐生市黒保根町とみどり市大間々町の境にある、標高624.4mの山である。

## 概要
荒神山は、黒檜山（赤城山）・栗生山とともに、桐生市の黒保根地区を代表する山の一つである。
山頂は樹林に囲まれ展望は望めないが、山頂からさらに先に進むと視界が開け、関東平野を一望できる。冬の晴れた日には東京の高層ビル群や富士山もよく見える。元日には初日の出客も数人訪れる。山頂の直前までは桐生市黒保根町側から小型車を使えば行ける。また山頂付近には群馬テレビの電波塔がある。

## 登山
登山の際は桐生市黒保根町側から登るのが通常であり、みどり市大間々町側から塩沢峠を通る登山者は皆無。標高は低いので初心者でも気軽に登山ができる。また、山頂前までの登山道は自動車が走行できる程広く、登山標識もあるので安心できる。また途中には展望台が設置され、桐生市の黒保根地区や赤城山が一望できる。その他景勝に富む箇所も散見される。

## 近隣の山
- 赤城山
- 栗生山
- 鳴神山
- 要害山